# Breno Moroni
Breno Moroni Girão Barroso, mais conhecido como Breno Moroni (Petrópolis, 6 de fevereiro de 1954), é um ator, dramaturgo, mímico e artista circense brasileiro.

## Biografia
Ator, diretor, professor de interpretação, autor teatral, palhaço, mímico, malabarista, faquir, equilibrista, comedor de fogo, contorcionista, acrobata, dublê, locutor e radialista. Formado pela Escola de Teatro do F.E.F.I.E.G. (Rio 1974) e pela Academia Piolim de Artes Circenses. Já atuou em treze países, participou da montagem de 68 obras teatrais e de cerca de setenta filmes, além de diversas campanhas publicitárias. Atuou e dirigiu em quatro idiomas: português, inglês, espanhol e italiano.
Ingressou nas artes com profundidade, estudando e lecionando em diversas escolas, workshops e cursos artísticos. Em 1988, apresentou o programa Radial Breno Moroni na segunda versão da extinta TV Rio, tornando-se um dos primeiros VJ's da TV brasileira, antes mesmo da fundação da MTV Brasil.
No mesmo ano, atuou no filme Os Heróis Trapalhões - Uma Aventura na Selva, no papel de "Velha Índia", um vilão disfarçado a serviço do grande Rei (Geraldo Del Rey).
Sua irmã mais velha, Jana Moroni Barroso, foi guerrilheira do Partido Comunista do Brasil e desapareceu oficialmente em janeiro de 1974, durante a Guerrilha do Araguaia, combate à ditadura militar brasileira.
Seu papel mais conhecido foi Adonay, o "Mascarado", na novela A Viagem (1994), sucesso de 1994.

## Filmografia

### Televisão
| Ano  | Título              | Personagem         | Notas                        |
| ---- | ------------------- | ------------------ | ---------------------------- |
| 2010 | República           | Hermes da Fonseca  |                              |
| 2005 | Mandrake            | Mendigo            | Episódio: "Eva"              |
| 2004 | Um Só Coração       | —                  |                              |
| 2003 | Kubanacan           | Tito               | [ 6 ]                        |
| 2001 | Um Anjo Caiu do Céu | Ping               |                              |
| 2001 | O Clone             | João               |                              |
| 2000 | Você Decide         | —                  | Episódio: "A Dama Proibida"  |
| 1999 | Malhação            | —                  |                              |
| 1997 | A Justiceira        | —                  | Episódio: "O Navio Luminoso" |
| 1996 | Vira Lata           | —                  |                              |
| 1994 | A Viagem            | Adonay (Mascarado) |                              |
| 1988 | Olho por Olho       | —                  |                              |
| 1988 | Abolição            | Gustavo de Lacerda |                              |
| 1985 | Tudo em Cima        | Severo             |                              |
| 1984 | Marquesa dos Santos | —                  |                              |

### Cinema
| Ano  | Título                                       | Papel                     |
| ---- | -------------------------------------------- | ------------------------- |
| 1984 | O Cavalinho Azul                             | Palhaço                   |
| 1986 | Com Licença, Eu Vou à Luta                   | —                         |
| 1986 | Ópera do Malandro                            | Malandros Max             |
| 1987 | No Rio Vale Tudo                             | Ladrão de mala            |
| 1987 | Morangos Mofados                             | —                         |
| 1988 | Eternamente Pagu                             | —                         |
| 1988 | Os Heróis Trapalhões - Uma Aventura na Selva | "Velha Índia"/Bandido     |
| 1988 | Prisoner of Rio                              | Gil                       |
| 1989 | Sermões, a História de Antônio Vieira        | Peregrino                 |
| 1989 | A Princesa Xuxa e os Trapalhões              | Soldado de Ratan          |
| 1990 | O Mistério de Robin Hood                     | Capanga de Gavião         |
| 1990 | The 5th Monkey                               | Bartender                 |
| 1990 | Assim na Tela Como no Céu                    | Homem na multidão         |
| 1990 | Manôushe                                     | Cigano                    |
| 1993 | Oceano Atlantis                              | —                         |
| 1996 | Sambolico                                    | Homem com fogo            |
| 1999 | O Tronco                                     | Franceliano               |
| 2001 | Sonhos Tropicais                             | Senador Lauro Sodré       |
| 2002 | Histórias do Olhar                           | —                         |
| 2003 | Meu Pai                                      | Correspondente brasileiro |
| 2006 | Anjos do Sol                                 | Garimpeiro                |
| 2006 | O Amigo Invisível                            | Padeiro                   |
| 2007 | Remissão                                     | Padre Carlos              |
| 2007 | Show de Bola                                 | Contador de histórias     |
| 2009 | Bela Noite Para Voar                         | Roberto                   |
| 2009 | Duas Mulheres                                | Dr. Pedro                 |
| 2015 | Chatô, o Rei do Brasil                       | Chefe de Polícia          |